# Calpurnia (banda)
Calpurnia fue una banda musical originaria de Vancouver, Canadá, formada en 2017. La banda estaba conformada por Finn Wolfhard (voces, guitarra rítmica), Malcolm Craig (batería), Ayla Tesler-Mabe (voz, guitarra principal) y Jack Anderson (bajo).
La banda lanzó su sencillo debut «City Boy» el 7 de marzo de 2018. Anunciaron su extended play (EP) debut, Scout (2018), junto con el lanzamiento de un segundo sencillo, «Louie», el 12 de abril de 2018. El 18 de mayo de 2018, lanzaron su tercer sencillo, «Greyhound», como su primer sencillo en vinilo. Scout fue lanzado el 15 de junio de 2018. Se disolvió el 8 de noviembre de 2019, anunciaron su separación por su cuenta de instagram mediante una foto.

## Carrera

### Scout(2017-2019)
Antes de formar la banda, Finn Wolfhard y el baterista Malcolm Craig se conocieron en el set para el video musical «Guilt Trip» de la banda PUP en 2014, junto con la guitarrista Ayla Tesler-Mabe y el bajista Jack Anderson. La banda se formó oficialmente en 2017, con su primer lanzamiento siendo un cover de «Wanted You» de Twin Peaks.
La banda firmó oficialmente con el sello discográfico independiente canadiense, Royal Mountain Records, en noviembre de 2017, y también comenzaron a grabar en un extended play con Cadien Lake James de producción y grabación de Twin Peaks. En enero de 2018, la banda se presentó en el Rough Trade en la ciudad de Nueva York, interpretando «Here She Comes Now» de The Velvet Underground, «Where Is My Mind?» por Pixies, «El Scorcho» de Weezer y «Butterfly» de Twin Peaks. El sencillo principal, así como el debut oficial de la banda, «City Boy», fue lanzado el 7 de marzo de 2018. El sencillo debutó en el puesto 23 en la lista de Billboard Alternative Digital Song Sales con ventas de 2.000 unidades. El segundo sencillo, «Louie», fue lanzado por la banda el 12 de abril, anunciando simultáneamente el EP, Scout, lanzado el 15 de junio de 2018.
En febrero del 2019, Weezer incluyó a los 4 miembros de la banda como protagonistas de su vídeo musical hecho para su cancionu «Take On Me» que aparece en su álbum Weezer (The Teal Album). El video toma un giro alrededor de los 80's, dándole tributo al video musical original por A-ha. La decisión de que Calpurnia participara en el vídeo se solidificó después de que Weezer le pidiera a la banda que cubriera su exitosa canción «Say It Ain't So» para el podcast Under Cover de Spotify en 2018.
Anunciaron su separación el 8 de noviembre de 2019.

## Integrantes
- Finn Wolfhard – voz principal y guitarra rítmica.
- Malcolm Craig – Batería y percusión.
- Ayla Tesler-Mabe – guitarra solista y coros.
- Jack Anderson – bajo eléctrico.

## Discografía

### Álbumes
EP
| Título | Detalles |
| ------ | --- |
| Scout  | Fecha de publicación: 15 de junio de 2018 Discográfica: Royal Mountain Records (EU/CAN) paradYse y Transgressive Records (RU/EU) Formato: CD, Descarga digital y LP |

### Sencillos
- «City Boy» (2017)
- «Louie» (2018)
- «Greyhound» (2018)
- «Wasting Time» (2018)
- «Blame» (2018)
- «Waves» (2018)
- «Cell» (2019)
- «Under My Belt» (inédito)

### Covers
- «Where Is My Mind?» de Pixies (2017)
- «Wanted You» de Twin Peaks (2017)
- «My Kind of Woman» de Mac Demarco (2017)
- «El Scorcho» de Weezer (2017)
- «Age of Consent» de New Order (2017)
- «Say It Ain't So» de Weezer (2018)
- «Love Buzz» de Shocking Blue (2019)
- «Marquee Moon» de Television (2019)
- «Take On Me» de A-ha (2019)